# جاك بيوتيل
جاك بيوتيل (بالإنجليزية: Jack Buetel)‏ هو ممثل أمريكي، ولد في 5 سبتمبر 1915 بدالاس في الولايات المتحدة، وتوفي في 27 يونيو 1989 في الولايات المتحدة.

## وصلات خارجية
- جاك بيوتيل على موقع IMDb (الإنجليزية)
- جاك بيوتيل على موقع ألو سيني (الفرنسية)
- جاك بيوتيل على موقع تيرنر كلاسيك موفيز (الإنجليزية)
- جاك بيوتيل على موقع أول موفي (الإنجليزية)
- جاك بيوتيل على موقع قاعدة بيانات الأفلام السويدية (السويدية)
- جاك بيوتيل على موقع إن إن دي بي (الإنجليزية)
- جاك بيوتيل على موقع قاعدة بيانات الفيلم (الإنجليزية)
- جاك بيوتيل على موقع كينوبويسك (الروسية)